# NGC 4833
NGC 4833 é um aglomerado globular na constelação de Musca descoberto por Nicolas Louis de Lacaille em 1752. Posteriormente, foi observado e catalogado por John Herschel e James Dunlop.
NGC 4833 está a aproximadamente 21 500 anos-luz (6 600 pc) da Terra e é parcialmente obscurecido por uma região com muita poeira do plano galáctico.